# Weidenbach (Uder)
Weidenbach ist ein weilerartiger Ortsteil von Mackenrode in der Landgemeinde Uder im Landkreis Eichsfeld in Thüringen.

## Lage
Der Ortsteil Weidenbach liegt südlich von Mackenrode an der Landesstraße 1004 in einem kleinen Nebental des Beek ungefähr 10 Kilometer südwestlich von Heiligenstadt. Umgeben von den nördlichen Ausläufern der Gobert mit dem Dieberg (500 m) im Süden, dem Frauenberg (411 m) im Osten und dem Brandberg (395 m) im Westen befindet sich die Ortslage im Grenzbereich zu Hessen.

## Geschichte
Weidenbach wurde am 26. Dezember 1284 erstmals urkundlich erwähnt. Bis 1821 gehörte der Ort zum hessischen Amt Allendorf. Nach dem Zweiten Weltkrieg wurde das ehemals hessische Dorf Weidenbach durch das Wanfrieder Abkommen der Sowjetischen Besatzungszone zugeschlagen und wurde damit Teil der 1949 gegründeten DDR. Durch die Lage in der Nähe der innerdeutschen Grenze war der Ort in der Zeit der DDR besonders benachteiligt, da er im Sperrgebiet lag. 1974 wurde Weidenbach nach Mackenrode eingemeindet. Da das Wanfrieder Abkommen nicht rückgängig gemacht wurde, ist Weidenbach mit seiner Zugehörigkeit zu Mackenrode heute ein Teil des Bundeslandes Thüringen. Mackenrode kam 2024 zur Landgemeinde Uder.

## St.-Martin-Kirche
Wann die erste Kirche erbaut wurde, ist nicht bekannt, eine Inschrift aus dem 15. Jahrhundert soll später noch existiert haben. Sie stand außerhalb der Ortslage am heutigen Friedhof von Weidenbach und war Filialkirche des Pfarrdorfes Asbach für die Dörfer Weidenbach und Hennigerode. Der Kirchhof war der Beerdigungsplatz für beide Dörfer. Nach der Reformation gehörte die gemeinde zur Evangelischen Landeskirche Hessen-Kassel. Ab dem 18. Jahrhundert bis ins 19. Jahrhundert wurde mehrfach Reparaturarbeiten durchgeführt, die aber an dem schlechten Zustand der Kirche nichts änderten. Auch wurde die Kirche zu klein, 1872 gehörten 127 Menschen zur Gemeinde, obwohl sich die konfessionelle Zusammensetzung der Orte durch Zuzug aus den katholischen Nachbarten änderte.
Nach langen Bemühungen für einen Neubau wurde 1872 ein Grundstück in Weidenbach von der Gemeinde erworben und 1883 erfolgte der Neubau aus hellem Sandstein. Auf Grund der Platzsituation konnte die Kirche nicht nach Osten ausgerichtet werden. Die alte Kirch wurde danach abgerissen, nur der Altarstein wurde vor der neuen Kirche aufgestellt.